# 日向灘地震 (1498年)
1498年日向灘地震（せんよんひゃくきゅうじゅうはちねん ひゅうがなだじしん）は、明応7年6月11日（ユリウス暦1498年6月30日, グレゴリオ暦7月9日）に発生したと思われる地震である。1498年日向地震とも呼ばれる。また、この地震を指して単に日向灘地震（日向地震）と呼ぶ場合もある。その後の研究により6月11日の地震は日向灘地震であった可能性が否定されるとされている。

## 概要
震源地は現在の大分県佐伯市沖で、マグニチュードは7.0-7.5と推定される。
『九州軍記』によれば卯刻（6時頃）から地震が起り、巳刻（10時頃）に大地震があって災害は全国に及んだという。九州で山崩れがあり、別府の延内寺では爆発が発生、寺院は住職もろとも吹き飛び、地が裂けて熱泥が噴出、現在の坊主地獄ができたという。
そのほか各地で山崩れが発生、鳥居・石碑は過半倒れ、死者多数と伝えられている。伊予でも土地の陥没など地変が見られた。
同日の未～申刻（15時頃）に京都、奈良、熊野、三河、甲斐でも強震であったという。遠江で山崩れ、紀伊や三河で津波が起ったともされる。

## 南海道沖地震の可能性
同日に発生したとされる畿内や東海地方における強震や津波の記録が今回の地震と同一地震ならば、さらに規模の大きい地震と見られ、震源域の変更が必要ともされている。また、同日には中国においても上海での津波や揚子江での水面の震動し氾濫するなどの現象が観測されており、同様の現象は宝永地震や安政南海地震でも観測されていることから、この地震は南海道沖の地震であった可能性も指摘されている。この、2ヵ月半後の9月20日（明応7年8月25日）に発生した、東海道沖の地震と推定される明応地震と対をなす南海道沖の地震の可能性があるとされる。
一方で、本地震を南海道沖の地震とする説には史料の無理な解釈が含まれ、上海の水面の震動のような現象は1854年安政南海地震の2日後に起った豊予海峡地震でも記録にあり、例えば『九州軍記』の記述を話半分に聞けば、九州付近で起こったフィリピン海プレート内のスラブ地震を仮定しても畿内付近に大きな揺れをもたらすことは考えられるともされている。

## 存在への疑義
東京大学地震研究所の原田智也は、この地震を記した唯一の記録『九州軍記』が地震の発生から100年以上経過して書かれたものであり、記述内容を検討すると、この日向灘の地震が創作である可能性が高いと推定している。6月11日の地震で確かな記録は『御湯殿上日記』などに記述された京都や奈良などの記事のみとなる。
以下がその根拠である。